# Зграда у Улици Браће Јовановића 13
Зграда у Улици Браће Јовановића 13, подигнута је у другој половини 19. века и као најизразитији пример сецесије у Панчеву и редак пример градитељског наслеђа са овим стилским карактеристикама на подручју Јужног Баната представља непокретно културно добро као споменик културе.
Кућа је саграђена као приземни објекат стамбене намене, са основом у облику латиничног слова „L”, до је дворишно крило је накнадно дозидано. Декоративна обрада уличне фасаде изведена је у стилу сецесије. Врата су асиметрично постављена на леву страну и уоквирена богатом пластиком која се протеже до кровног венца. Фасада има четири прозора који су груписани у паровима. Сва декоративна пластика, флорална и геометријска, индустријске је израде. 